# Lakatamia
Lakatamia (griechisch Λακατάμια, türkisch Lakadamya) ist eine Stadt im Bezirk Nikosia in Zypern. Im Jahr 2021 hatte sie 43.111 Einwohner.

## Geographie

### Lage
Lakatamia liegt im Norden der Republik Zypern, südwestlich von der Hauptstadt Nikosia. Die Stadt liegt im Großraum Nikosia und bildet einen Vorort von Nikosia. Sie grenzt im Osten an Strovolos, im Südosten an Latsia, im Süden an Tseri, im Westen an Kato Deftera und Anthoupolis, im Nordwesten an Agii Trimithias und Paleometocho und im Norden an Engomi. Nordwestlich des Stadtgebiets liegt der geschlossene Flughafen Nikosia.

### Geographische Gliederung
Durch Lakatamia fließt auf einer Länge von 5 km der Fluss Pedieos. Das Gemeindegebiet westlich des Pedieos ist trocken und hügelig und erreicht eine maximale Höhe von 280 m. Es war über Jahrhunderte von Weideland und landwirtschaftlichen Flächen geprägt, ist mittlerweile allerdings größtenteils bebaut. 
Direkt am Fluss erstreckt sich ein fruchtbares Schwemmlandtal. Die unmittelbare Umgebung des Pedieos ist sehr grün und wird als schmaler Park (griechisch Γραμμικό Πάρκο Πεδιαίου) genutzt, welcher entlang des Flusses bis nach Nikosia reicht.
Der größte Teil der Gemeinde erstreckt sich östlich des Pedieos in einer flachen Landschaft mit einer Höhe von etwa 200 bis 250 m. In diesem Gebiet entstanden die alten ländlichen Siedlungen Pano Lakatamia und Kato Lakatamia. Es wurde vor der Urbanisierung durch Flusswasser bewässert und diente dem Obst- und Gemüseanbau. Auf den trockeneren weiter östlichen noch unbebauten Flächen wird teils bis heute außerdem noch Getreide angebaut.

### Verkehr
Auf dem Gebiet der Gemeinde verläuft die A9 Richtung Westen und die Ringstraße B22 um Nikosia.

## Geschichte
Bis 1979 war Lakatamia geteilt in die beiden eigenständigen Dörfer Pano (oberes) und Kato (unteres) Lakatamia. Im Zuge der Urbanisierung der Gegend rund um Nikosia folgte am 23. Februar 1986 der Zusammenschluss zur Gemeinde. Dem Zusammenschluss ging ein Referendum voran, in dem 86 % der Einwohner dafür gestimmt hatten. Nachdem Lakatamia zur Gemeinde erklärt worden war, wurde es verwaltungstechnisch in vier Ortsteile mit jeweiligen Bürgermeistern aufgeteilt. Diese Gemeindebezirke sind: Agia Paraskevi, Agios Nikolaos, Agios Mamantos und Archangelos - Anthoupolis.
Das gesamte Gebiet der Gemeinde hat vor allem in den letzten beiden Jahrzehnten des 20. Jahrhunderts ein schnelles Wachstum erlebt. In dem einst ländlichen Vorort entstanden mehrere neue Stadtteile mit neu errichteten Gebäuden. Der Stadtrand wurde durch neue Straßen, Geschäfte und Einkaufszentren erweitert, während Lakatamia aufgrund seiner Nähe zum Stadtzentrum von Nikosia auch mehrere Dienstleistungsbetriebe und Werkstätten beherbergt. Trotzdem nimmt Lakatamia heute überwiegend die Funktion einer Satellitenstadt ein und ein großer Teil der Bevölkerung arbeitet in Nikosia oder in den Industriegebieten außerhalb der Stadtgrenzen.

### Bevölkerungsentwicklung
Die folgende Tabelle zeigt die Bevölkerung von Lakatamia, wie sie in den in Zypern durchgeführten Volkszählungen erfasst wurde. Die Werte bis zur Volkszählung 1982 wurden durch Addition der bis dahin eigenständigen Gemeindeteile Pano und Kato Lakatamia ermittelt. Ab 1992 ist die gesamte Einwohnerzahl der zusammengeschlossenen Gemeinde angegeben.
| Jahr      | 1881 | 1891 | 1901 | 1911 | 1921 | 1931 | 1946 | 1960 | 1976 | 1982   | 1992   | 2001   | 2011   | 2021   |
| Einwohner | 599  | 674  | 747  | 831  | 1011 | 1130 | 1537 | 2062 | 4952 | 15.714 | 20.932 | 28.240 | 38.345 | 43.111 |